# Skravellidens naturreservat
Skravellidens naturreservat är ett naturreservat i Sorsele kommun i Västerbottens län.
Området är naturskyddat sedan 2024 och är 149 hektar stort. Reservatet ligger väster om Vindelälven och består av grannaturskogar med inslag av lövträd samt mindre våtmarker.